# Paris-Nice 2013
La 71e édition de Paris-Nice a eu lieu du 3 au 10 mars 2013. Il s'agit de la 2e épreuve de l'UCI World Tour 2013.
L'épreuve est remportée par l'Australien Richie Porte (Sky), vainqueur de l'étape reine jugée au sommet de la Montagne de Lure ainsi que du contre-la-montre final sur les pentes du col d'Èze, qui succède à son coéquipier Bradley Wiggins vainqueur l'année précédente. Il devance, respectivement sur le podium final, l'Américain Andrew Talansky (Garmin-Sharp), lauréat de la 3e étape, et le Français Jean-Christophe Péraud (AG2R La Mondiale).
Un autre Français, Sylvain Chavanel (Omega Pharma-Quick Step) remporte le classement par points en partie grâce à sa victoire lors de la 7e étape. Talansky finit meilleur jeune alors que le Suisse Johann Tschopp (IAM) termine meilleur grimpeur. Par ailleurs, la formation russe Katusha s'adjuge le classement par équipes.

## Présentation

### Parcours
Le grand départ se déroule le 3 mars à Houilles, dans les Yvelines. Ce département a accueilli le départ des trois précédentes éditions de Paris-Nice. Amaury Sport Organisation et le Conseil général des Yvelines ont signé une convention en mars 2012 afin que la course y prenne son départ jusqu'en 2017.
La course commence par un prologue de 2,9 km, à Houilles. S'ensuivront plusieurs étapes plus ou moins plates mais piégeuses, avant deux étapes de moyenne montagne, entrecoupées d'une étape de montagne arrivant à la Montagne de Lure. Enfin, comme en 2012, un contre-la-montre en côte sur les pentes du Col d'Èze clôture l'édition 2013,.

### Équipes
L'organisateur Amaury Sport Organisation a communiqué la liste des quatre équipes invitées le 23 janvier 2013 : trois équipes françaises Cofidis, Europcar et Sojasun, et la nouvelle équipe suisse IAM. L'équipe russe Katusha, qui s'est vue refuser la licence UCI ProTeams, est écartée des invitations de Paris-Nice et du Critérium du Dauphiné,. Cependant, l'équipe Katusha est réintégrée à l'UCI World Tour par une décision du Tribunal arbitral du sport le 15 février. Les invitations ayant déjà été annoncées au moment de la décision du TAS, ASO décide que ce seront finalement 23 équipes qui participeront à ce Paris-Nice : 19 ProTeams et 4 équipes continentales professionnelles.
| Nom de l'équipe         | Pays        | Code |
| ----------------------- | ----------- | ---- |
| AG2R La Mondiale        | France      | ALM  |
| Argos-Shimano           | Pays-Bas    | ARG  |
| Astana                  | Kazakhstan  | AST  |
| Blanco                  | Pays-Bas    | BLA  |
| BMC Racing              | États-Unis  | BMC  |
| Cannondale              | Italie      | CAN  |
| Euskaltel Euskadi       | Espagne     | EUS  |
| FDJ                     | France      | FDJ  |
| Garmin-Sharp            | États-Unis  | GRS  |
| Katusha                 | Russie      | KAT  |
| Lampre-Merida           | Italie      | LAM  |
| Lotto-Belisol           | Belgique    | LTB  |
| Movistar                | Espagne     | MOV  |
| Omega Pharma-Quick Step | Belgique    | OPQ  |
| Orica-GreenEDGE         | Australie   | OGE  |
| RadioShack-Leopard      | Luxembourg  | RLT  |
| Saxo-Tinkoff            | Danemark    | TST  |
| Sky                     | Royaume-Uni | SKY  |
| Vacansoleil-DCM         | Pays-Bas    | VCD  |

| Nom de l'équipe | Pays   | Code |
| --------------- | ------ | ---- |
| Cofidis         | France | COF  |
| Europcar        | France | EUC  |
| IAM             | Suisse | IAM  |
| Sojasun         | France | SOJ  |

### Favoris
En l'absence du tenant du titre, le Britannique Bradley Wiggins (Sky), et des principaux spécialistes des grands tours, présents sur Tirreno-Adriatico, les principaux favoris sont : le Néerlandais Lieuwe Westra (Vacansoleil-DCM), deuxième l'an passé, son compatriote Robert Gesink (Blanco), l'Américain Tejay van Garderen (BMC Racing), meilleur jeune en 2012, le duo de l'équipe Movistar avec le Portugais Rui Costa et le Colombien Nairo Quintana, le Belge Maxime Monfort (RadioShack-Leopard) ainsi que le Danois Jakob Fuglsang (Astana).
D'autres outsiders seront présents comme le Français Jean-Christophe Péraud (AG2R La Mondiale), l'Allemand Andreas Klöden (RadioShack-Leopard), l'Australien Richie Porte (Sky), l'Américain Andrew Talansky (Garmin-Sharp) et le Russe Denis Menchov (Katusha).

## Étapes
| Étape     | Date    | Villes étapes                             |  | Distance (km) | Vainqueur d’étape | Leader du classement général |
| --------- | ------- | ----------------------------------------- |  | ------------- | ----------------- | ---------------------------- |
| Prologue  | 3 mars  | Houilles - Houilles                       |  | 2,9           | Damien Gaudin     | Damien Gaudin                |
| 1re étape | 4 mars  | Saint-Germain-en-Laye - Nemours           |  | 195           | Nacer Bouhanni    | Nacer Bouhanni               |
| 2e étape  | 5 mars  | Vimory - Cérilly                          |  | 200,5         | Marcel Kittel     | Elia Viviani                 |
| 3e étape  | 6 mars  | Châtel-Guyon - Brioude                    |  | 170,5         | Andrew Talansky   | Andrew Talansky              |
| 4e étape  | 7 mars  | Brioude - Saint-Vallier                   |  | 199,5         | Michael Albasini  | Andrew Talansky              |
| 5e étape  | 8 mars  | Châteauneuf-du-Pape - la Montagne de Lure |  | 176           | Richie Porte      | Richie Porte                 |
| 6e étape  | 9 mars  | Manosque - Nice                           |  | 220           | Sylvain Chavanel  | Richie Porte                 |
| 7e étape  | 10 mars | Nice - Col d'Èze                          |  | 9,6           | Richie Porte      | Richie Porte                 |

## Déroulement de la course

### Prologue
Cette « Course au soleil » débute par un prologue de 2,9 km dans les rues de Houilles, dans les Yvelines, au parcours technique comportant 11 virages.
Le Français Geoffrey Soupe signe le meilleur temps, et reste en tête du classement provisoire jusqu'à l'arrivée de Wilco Kelderman, qui coupe la ligne avec moins d'une seconde de mieux. Puis ce sont successivement Sylvain Chavanel et Damien Gaudin qui améliorent la marque du Néerlandais. Lieuwe Westra, avant-dernier coureur à s'élancer et dauphin sur le dernier Paris-Nice, termine troisième de ce prologue, à moins d'une seconde du coureur de l'équipe Europcar.
|    | Coureur          | Équipe                  |    | Temps      |
| -- | ---------------- | ----------------------- | -- | ---------- |
| 1  | Damien Gaudin    | Europcar                | en | 3 min 37 s |
| 2  | Sylvain Chavanel | Omega Pharma-Quick Step | +  | 1 s        |
| 3  | Lieuwe Westra    | Vacansoleil-DCM         |    | 1 s        |
| 4  | Wilco Kelderman  | Blanco                  |    | 2 s        |
| 5  | Geoffrey Soupe   | FDJ                     |    | 2 s        |
| 6  | Peter Velits     | Omega Pharma-Quick Step |    | 3 s        |
| 7  | Tony Gallopin    | RadioShack-Leopard      |    | 3 s        |
| 8  | Borut Božič      | Astana                  |    | 3 s        |
| 9  | Sébastien Turgot | Europcar                |    | 4 s        |
| 10 | Andriy Grivko    | Astana                  |    | 5 s        |

|    | Coureur          | Équipe                  |    | Temps      |
| -- | ---------------- | ----------------------- | -- | ---------- |
| 1  | Damien Gaudin    | Europcar                | en | 3 min 37 s |
| 2  | Sylvain Chavanel | Omega Pharma-Quick Step | +  | 1 s        |
| 3  | Lieuwe Westra    | Vacansoleil-DCM         |    | 1 s        |
| 4  | Wilco Kelderman  | Blanco                  |    | 2 s        |
| 5  | Geoffrey Soupe   | FDJ                     |    | 2 s        |
| 6  | Peter Velits     | Omega Pharma-Quick Step |    | 3 s        |
| 7  | Tony Gallopin    | RadioShack-Leopard      |    | 3 s        |
| 8  | Borut Božič      | Astana                  |    | 3 s        |
| 9  | Sébastien Turgot | Europcar                |    | 4 s        |
| 10 | Andriy Grivko    | Astana                  |    | 5 s        |

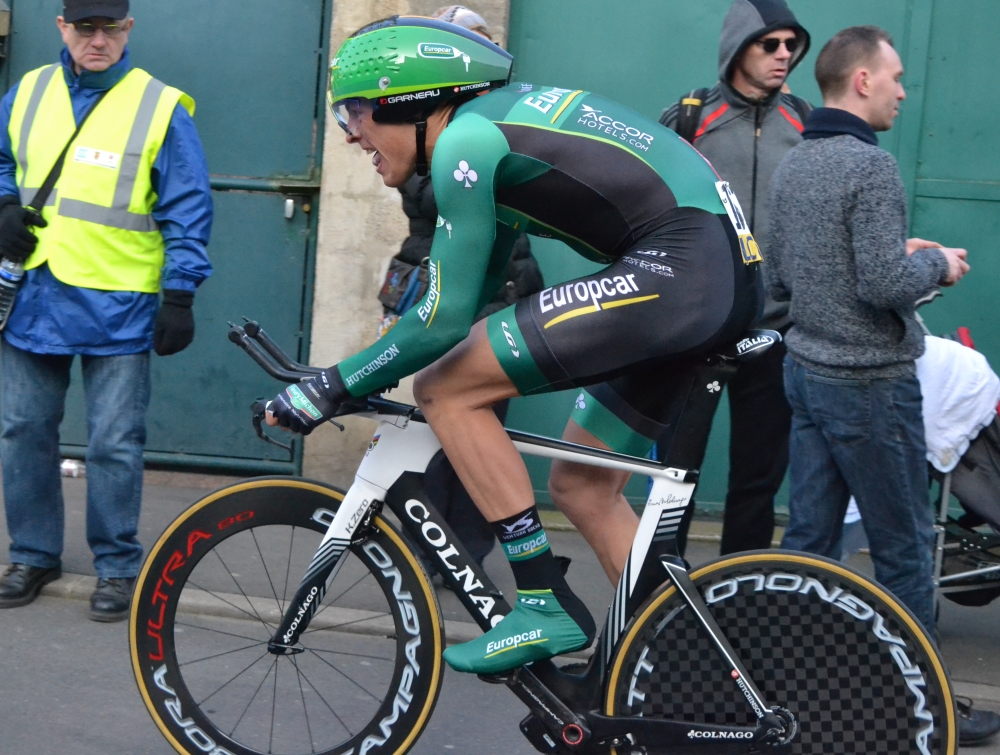
Damien Gaudin, vainqueur de l'étape.
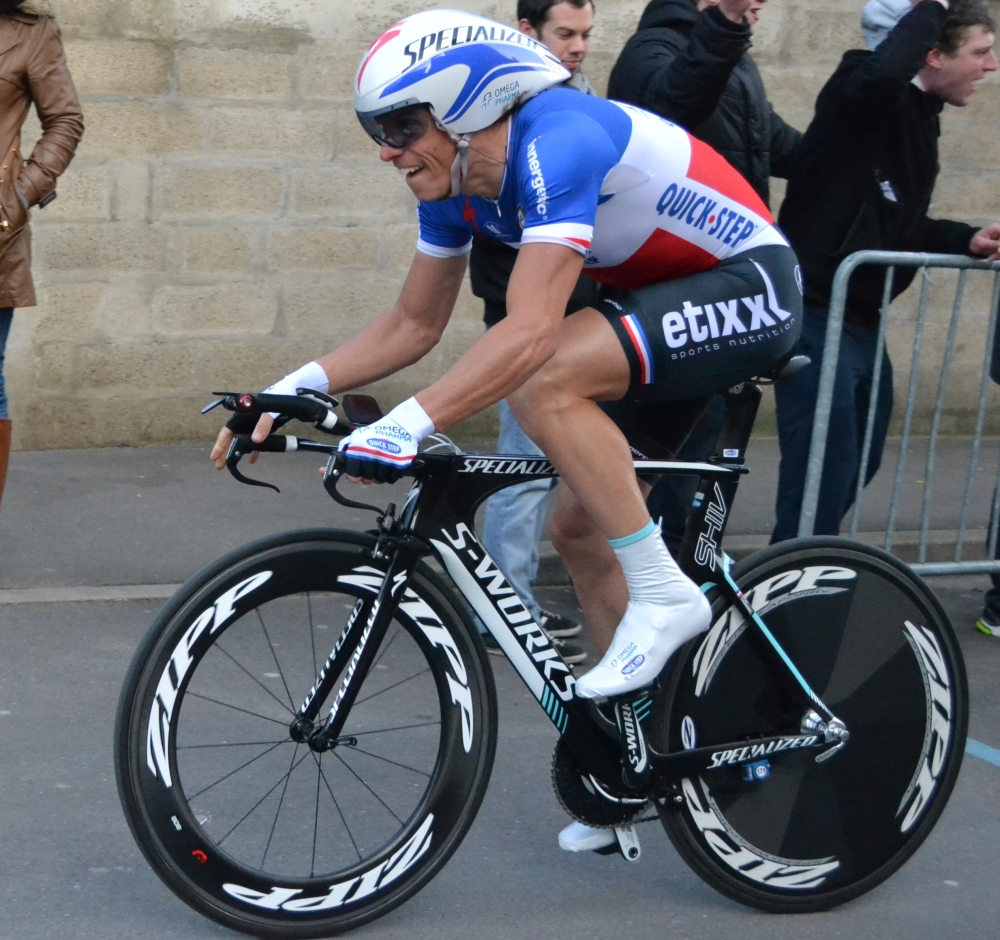
Sylvain Chavanel, champion de France du contre-la-montre.
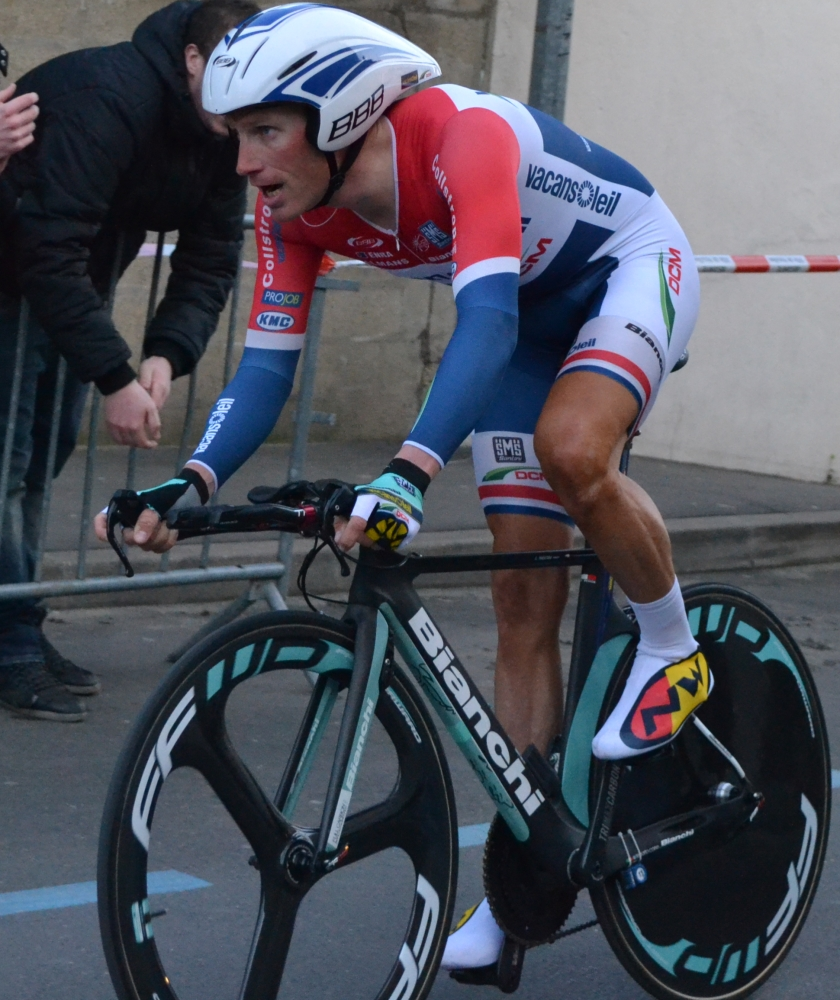
Lieuwe Westra, champion des Pays-Bas du contre-la-montre.

### 1reétape
Cette 1re étape est plate, mais propice aux bordures. Deux sprints intermédiaires jalonneront cette étape, aux kilomètres 115 et 162. Une côte de 4e catégorie sera également programmée : la côte de Buthiers (500 m à 4,3 %), dont le sommet est au km 119,5. L'arrivée est jugée à Nemours, après 195 km de course depuis Saint-Germain-en-Laye, à travers les Yvelines, l'Essonne, le Loiret et la Seine-et-Marne.
Damien Gaudin (Europcar) perd son maillot jaune en faveur du vainqueur de l'étape Nacer Bouhanni (FDJ), grâce aux 10 secondes de bonification et à quelques millièmes de seconde gagnés lors du prologue.
|    | Coureur             | Équipe          |    | Temps           |
| -- | ------------------- | --------------- | -- | --------------- |
| 1  | Nacer Bouhanni      | FDJ             | en | 4 h 47 min 24 s |
| 2  | Alessandro Petacchi | Lampre-Merida   | +  | m.t             |
| 3  | Elia Viviani        | Cannondale      |    | m.t             |
| 4  | Jens Debusschere    | Lotto-Belisol   |    | m.t             |
| 5  | Heinrich Haussler   | IAM             |    | m.t             |
| 6  | Mark Renshaw        | Blanco          |    | m.t             |
| 7  | José Joaquín Rojas  | Movistar        |    | m.t             |
| 8  | Leigh Howard        | Orica-GreenEDGE |    | m.t             |
| 9  | Borut Božič         | Astana          |    | m.t             |
| 10 | Romain Feillu       | Vacansoleil-DCM |    | m.t             |

|    | Coureur             | Équipe                  |    | Temps           |
| -- | ------------------- | ----------------------- | -- | --------------- |
| 1  | Nacer Bouhanni      | FDJ                     | en | 4 h 51 min 01 s |
| 2  | Damien Gaudin       | Europcar                | +  | 0 s             |
| 3  | Sylvain Chavanel    | Omega Pharma-Quick Step |    | 1 s             |
| 4  | Lieuwe Westra       | Vacansoleil-DCM         |    | 1 s             |
| 5  | Elia Viviani        | Cannondale              |    | 1 s             |
| 6  | Alessandro Petacchi | Lampre-Merida           |    | 2 s             |
| 7  | Wilco Kelderman     | Blanco                  |    | 2 s             |
| 8  | Geoffrey Soupe      | FDJ                     |    | 2 s             |
| 9  | Peter Velits        | Omega Pharma-Quick Step |    | 3 s             |
| 10 | Tony Gallopin       | RadioShack-Leopard      |    | 3 s             |

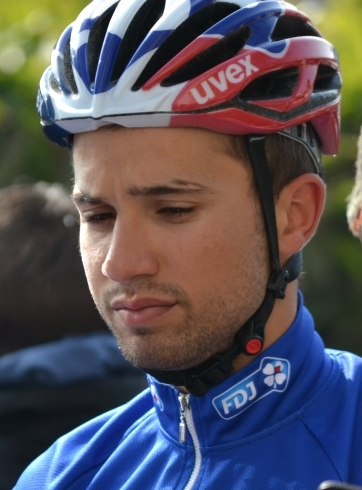
Nacer Bouhanni, vainqueur de l'étape.
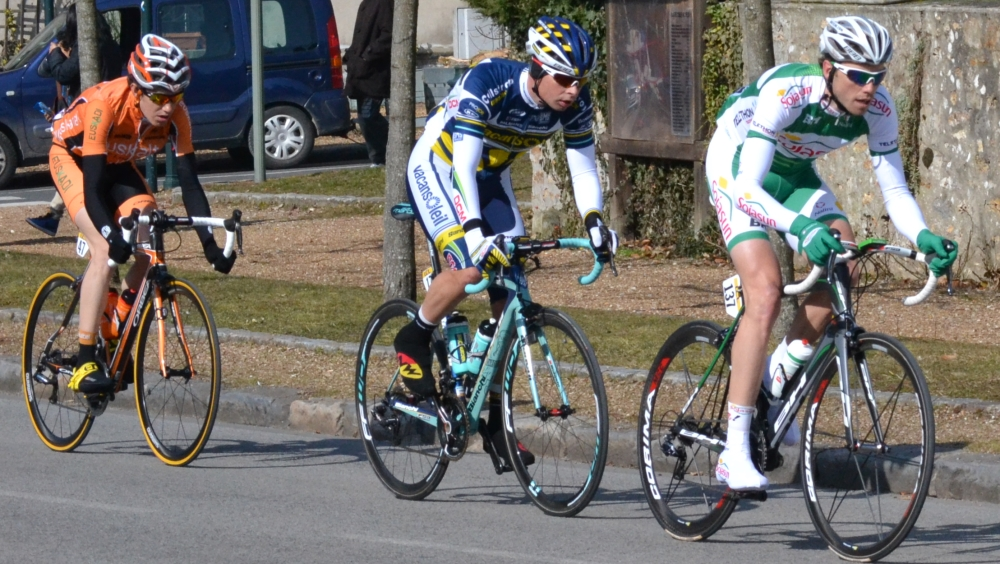
Échappée composée de Bert-Jan Lindeman, Yannick Talabardon et Romain Sicard.

### 2eétape

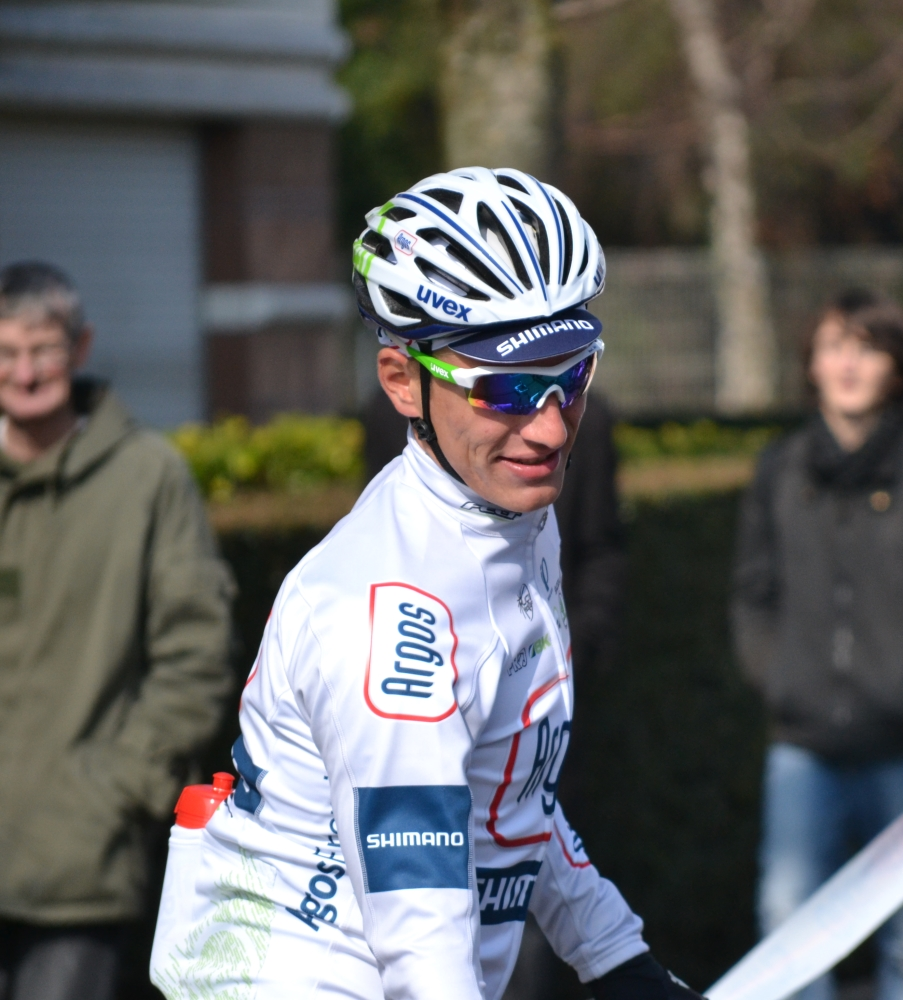
Marcel Kittel.

Cette étape est légèrement vallonnée. Le premier sprint intermédiaire est placé en début de course (km 15,5). Au km 176, les coureurs entreront sur le circuit final, puis disputeront au km 182,5 le deuxième sprint intermédiaire, lors d'un premier passage sur la ligne d'arrivée. Le dernier kilomètre est en faux plat montant, à Cérilly, après 200,5 km de course depuis Vimory, à travers le Loiret, le Cher et l'Allier.
Le maillot jaune Nacer Bouhanni (FDJ) chute dans un virage à 47 km de l'arrivée. Il est contraint à l'abandon. Le sprint massif est remporté par Marcel Kittel (Argos-Shimano) devant Elia Viviani (Cannondale), nouveau leader.
|    | Coureur            | Équipe                  |    | Temps           |
| -- | ------------------ | ----------------------- | -- | --------------- |
| 1  | Marcel Kittel      | Argos-Shimano           | en | 5 h 42 min 18 s |
| 2  | Elia Viviani       | Cannondale              | +  | m.t             |
| 3  | Leigh Howard       | Orica-GreenEDGE         |    | m.t             |
| 4  | Borut Božič        | Astana                  |    | m.t             |
| 5  | Samuel Dumoulin    | AG2R La Mondiale        |    | m.t             |
| 6  | Gianni Meersman    | Omega Pharma-Quick Step |    | m.t             |
| 7  | Romain Feillu      | Vacansoleil-DCM         |    | m.t             |
| 8  | Jens Debusschere   | Lotto-Belisol           |    | m.t             |
| 9  | José Joaquín Rojas | Movistar                |    | m.t             |
| 10 | Tony Gallopin      | RadioShack-Leopard      |    | m.t             |

|    | Coureur             | Équipe                  |    | Temps            |
| -- | ------------------- | ----------------------- | -- | ---------------- |
| 1  | Elia Viviani        | Cannondale              | en | 10 h 33 min 11 s |
| 2  | Sylvain Chavanel    | Omega Pharma-Quick Step | +  | 7 s              |
| 3  | Damien Gaudin       | Europcar                |    | 8 s              |
| 4  | Lieuwe Westra       | Vacansoleil-DCM         |    | 9 s              |
| 5  | Alessandro Petacchi | Lampre-Merida           |    | 10 s             |
| 6  | Wilco Kelderman     | Blanco                  |    | 10 s             |
| 7  | Geoffrey Soupe      | FDJ                     |    | 10 s             |
| 8  | Peter Velits        | Omega Pharma-Quick Step |    | 11 s             |
| 9  | Tony Gallopin       | RadioShack-Leopard      |    | 11 s             |
| 10 | Borut Božič         | Astana                  |    | 11 s             |

### 3eétape

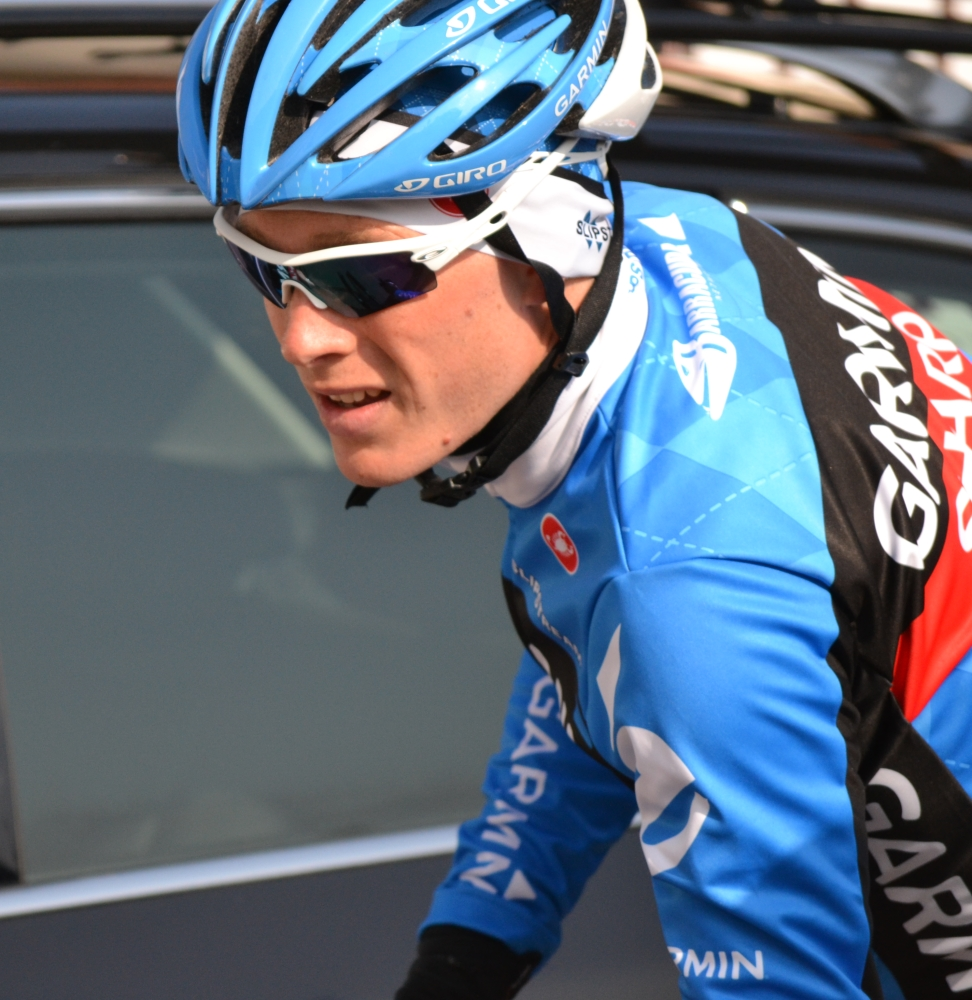
Andrew Talansky.

Le début d'étape est légèrement vallonné, jusqu'à la zone de ravitaillement (km 80), en passant notamment par le premier sprint intermédiaire (km 34). Les coureurs enchaînent alors le col de Potey (3,3 km à 5 %) et la côte de la Forêt de la Comté (3,5 km à 3,8 %), dont les sommets sont aux km 85,5 et 95,5. Après ces 2 ascensions de 3e catégorie, le parcours est légèrement vallonné jusqu'à Jumeaux (km 125,5) puis est plat jusqu'au deuxième sprint intermédiaire (km 142,5), à Brioude. S'ensuivra une boucle de 28 km autour de la ville : juste après le sprint, la route emprunte une montée assez longue non-répertoriée, une brève descente puis la côte de Mauvagnat (2,7 km à 6,8 %), classée en 2e catégorie et dont le sommet est au km 155, avant une descente et un final plutôt plat. L'arrivée est jugée à Brioude, après 170,5 km de course depuis Châtel-Guyon, à travers le Puy-de-Dôme et la Haute-Loire.
|    | Coureur            | Équipe            |    | Temps           |
| -- | ------------------ | ----------------- | -- | --------------- |
| 1  | Andrew Talansky    | Garmin-Sharp      | en | 4 h 06 min 15 s |
| 2  | Davide Malacarne   | Europcar          | +  | m.t             |
| 3  | Gorka Izagirre     | Euskaltel Euskadi |    | m.t             |
| 4  | David López García | Sky               |    | m.t             |
| 5  | Richie Porte       | Sky               |    | m.t             |
| 6  | Romain Bardet      | AG2R La Mondiale  |    | m.t             |
| 7  | Andriy Grivko      | Astana            |    | m.t             |
| 8  | Jonathan Hivert    | Sojasun           |    | 7 s             |
| 9  | Enrico Gasparotto  | Astana            |    | 7 s             |
| 10 | Maxime Bouet       | AG2R La Mondiale  |    | 7 s             |

|    | Coureur            | Équipe                  |    | Temps            |
| -- | ------------------ | ----------------------- | -- | ---------------- |
| 1  | Andrew Talansky    | Garmin-Sharp            | en | 14 h 39 min 36 s |
| 2  | Andriy Grivko      | Astana                  | +  | 3 s              |
| 3  | Davide Malacarne   | Europcar                |    | 3 s              |
| 4  | Sylvain Chavanel   | Omega Pharma-Quick Step |    | 4 s              |
| 5  | Gorka Izagirre     | Euskaltel Euskadi       |    | 5 s              |
| 6  | Lieuwe Westra      | Vacansoleil-DCM         |    | 6 s              |
| 7  | Richie Porte       | Sky                     |    | 7 s              |
| 8  | Peter Velits       | Omega Pharma-Quick Step |    | 8 s              |
| 9  | David López García | Sky                     |    | 9 s              |
| 10 | Jonathan Hivert    | Sojasun                 |    | 12 s             |

### 4eétape
Le début d'étape est en montée, avec notamment la côte de Lachaud (4,8 km à 5,6 %), classée en 2e catégorie. Après le sommet (km 11,5), le parcours empruntera la descente puis la côte de Condat (6,9 km à 4,4 %), classée en 2e catégorie et dont le sommet est au km 27,5. Il est ensuite plutôt vallonné pendant une quarantaine de kilomètres, en passant par le 1er sprint intermédiaire (km 58,5), avant de descendre jusqu'à la zone de ravitaillement (km 84). Les coureurs enchaîneront immédiatement avec la côte de la Chomasse (3,4 km à 5,4 %), classée en 3e catégorie. La route continue de monter jusqu'à Yssingeaux, au km 94, puis est légèrement vallonnée pendant 20 km, avec entre autres la côte de Laprat (2,1 km à 3,8 %), une ascension de 3e catégorie dont le sommet est placé au km 105,5. Après une assez longue montée non-répertoriée et une brève descente, une nouvelle côte de 3e catégorie est programmée, à savoir le col du Rouvey (2,8 km à 5,6 %), puis on aura droit à une très longue descente, pendant laquelle les coureurs disputeront le 2e sprint intermédiaire (km 157). Deux montées de 2e catégorie jalonneront le final : la côte de Talencieux (2,9 km à 8,1 %), dont le sommet est au km 176,5, et la côte de la Sizeranne (2,9 km à 6,6 %), dont le sommet est placé au km 191. L'arrivée est jugée à Saint-Vallier, après 199,5 km de course depuis Brioude, à travers la Haute-Loire, l'Ardèche et la Drôme.
|    | Coureur           | Équipe                  |    | Temps           |
| -- | ----------------- | ----------------------- | -- | --------------- |
| 1  | Michael Albasini  | Orica-GreenEDGE         | en | 4 h 55 min 41 s |
| 2  | Maxim Iglinskiy   | Astana                  | +  | m.t             |
| 3  | Peter Velits      | Omega Pharma-Quick Step |    | m.t             |
| 4  | Enrico Gasparotto | Astana                  |    | m.t             |
| 5  | Diego Ulissi      | Lampre-Merida           |    | m.t             |
| 6  | Andrew Talansky   | Garmin-Sharp            |    | m.t             |
| 7  | Romain Bardet     | AG2R La Mondiale        |    | m.t             |
| 8  | Jens Keukeleire   | Orica-GreenEDGE         |    | m.t             |
| 9  | Andreas Klöden    | RadioShack-Leopard      |    | m.t             |
| 10 | Xavier Florencio  | Katusha                 |    | m.t             |

|    | Coureur                | Équipe                  |    | Temps            |
| -- | ---------------------- | ----------------------- | -- | ---------------- |
| 1  | Andrew Talansky        | Garmin-Sharp            | en | 19 h 35 min 17 s |
| 2  | Andriy Grivko          | Astana                  | +  | 3 s              |
| 3  | Peter Velits           | Omega Pharma-Quick Step |    | 4 s              |
| 4  | Sylvain Chavanel       | Omega Pharma-Quick Step |    | 4 s              |
| 5  | Gorka Izagirre         | Euskaltel Euskadi       |    | 5 s              |
| 6  | Lieuwe Westra          | Vacansoleil-DCM         |    | 6 s              |
| 7  | Richie Porte           | Sky                     |    | 7 s              |
| 8  | Maxim Iglinskiy        | Astana                  |    | 13 s             |
| 9  | Jean-Christophe Péraud | AG2R La Mondiale        |    | 13 s             |
| 10 | Bart De Clercq         | Lotto-Belisol           |    | 15 s             |

### 5eétape

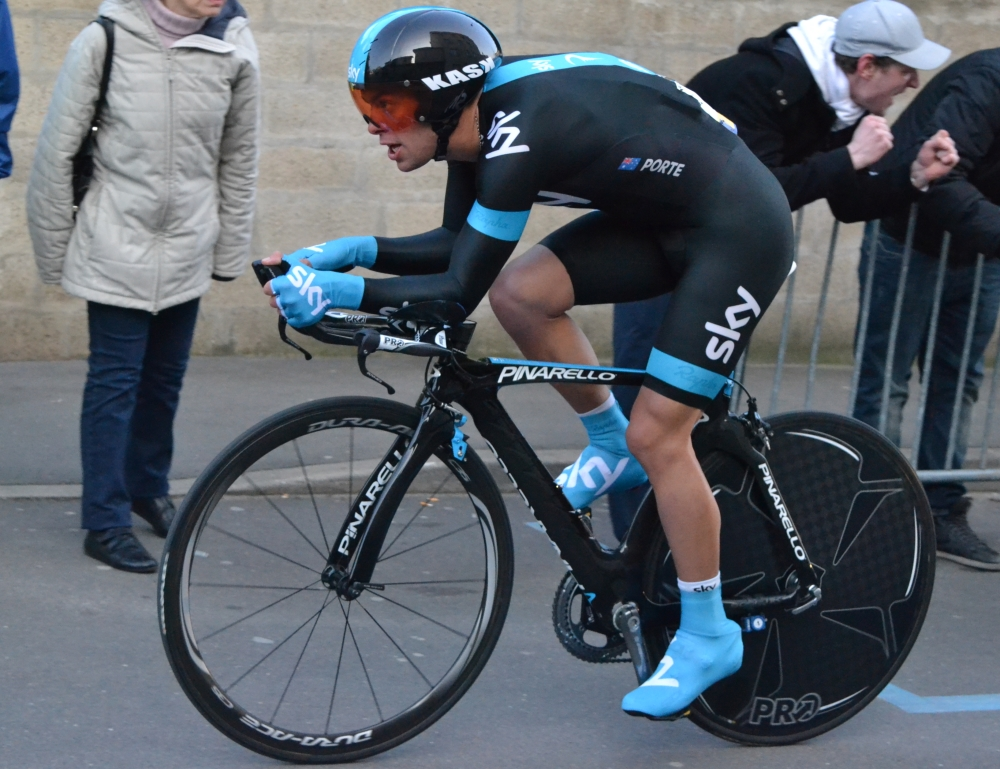
Richie Porte.

Après un début d'étape plat puis en faux plat montant, une ascension de 2e catégorie est programmée, le col de Murs (10,3 km à 4,3 %), dont le sommet est au km 47. Après la descente, le parcours est légèrement vallonné pendant une vingtaine de kilomètres, en passant par le premier sprint intermédiaire (km 67), emprunte la côte d'Oppedette (7,1 km à 4 %), classée en 2e catégorie et dont le sommet est placé au km 85. La route ne passe pas par la descente mais est légèrement vallonnée pendant 35 km. Les coureurs enchaineront alors 2 montées de 3e catégorie, la côte de Saint-Martin-les-Eaux (2,7 km à 3,7 %) et le col de la Mort d'Imbert (4,5 km à 4,4 %), dont les sommets sont aux km 123 et 134,5. Après un peu de plat, ils grimperont jusqu'au deuxième sprint intermédiaire à Forcalquier (km 149) et prolongueront la montée avec la côte des Mourres (2,9 km à 4,9 %). S'ensuivront un peu de plat et une courte descente, puis l'ascension régulière de la Montagne de Lure (13,8 km à 6,6 %), classée en 1re catégorie, au sommet de laquelle sera jugée l'arrivée, après 176 km de course depuis Châteauneuf-du-Pape, à travers le Vaucluse et les Alpes-de-Haute-Provence.
|    | Coureur                | Équipe           |    | Temps           |
| -- | ---------------------- | ---------------- | -- | --------------- |
| 1  | Richie Porte           | Sky              | en | 4 h 50 min 54 s |
| 2  | Denis Menchov          | Katusha          | +  | 26 s            |
| 3  | Andrew Talansky        | Garmin-Sharp     |    | 33 s            |
| 4  | Tejay van Garderen     | BMC Racing       |    | 33 s            |
| 5  | Diego Ulissi           | Lampre-Merida    |    | 33 s            |
| 6  | Lieuwe Westra          | Vacansoleil-DCM  |    | 33 s            |
| 7  | Jean-Christophe Péraud | AG2R La Mondiale |    | 33 s            |
| 8  | Nairo Quintana         | Movistar         |    | 33 s            |
| 9  | Simon Špilak           | Katusha          |    | 33 s            |
| 10 | Michele Scarponi       | Lampre-Merida    |    | 33 s            |

|    | Coureur                | Équipe                  |    | Temps            |
| -- | ---------------------- | ----------------------- | -- | ---------------- |
| 1  | Richie Porte           | Sky                     | en | 24 h 26 min 08 s |
| 2  | Andrew Talansky        | Garmin-Sharp            | +  | 32 s             |
| 3  | Lieuwe Westra          | Vacansoleil-DCM         |    | 42 s             |
| 4  | Jean-Christophe Péraud | AG2R La Mondiale        |    | 49 s             |
| 5  | Tejay van Garderen     | BMC Racing              |    | 52 s             |
| 6  | Sylvain Chavanel       | Omega Pharma-Quick Step |    | 53 s             |
| 7  | Simon Špilak           | Katusha                 |    | 53 s             |
| 8  | Diego Ulissi           | Lampre-Merida           |    | 54 s             |
| 9  | Michele Scarponi       | Lampre-Merida           |    | 54 s             |
| 10 | Peter Velits           | Omega Pharma-Quick Step |    | 56 s             |

### 6eétape

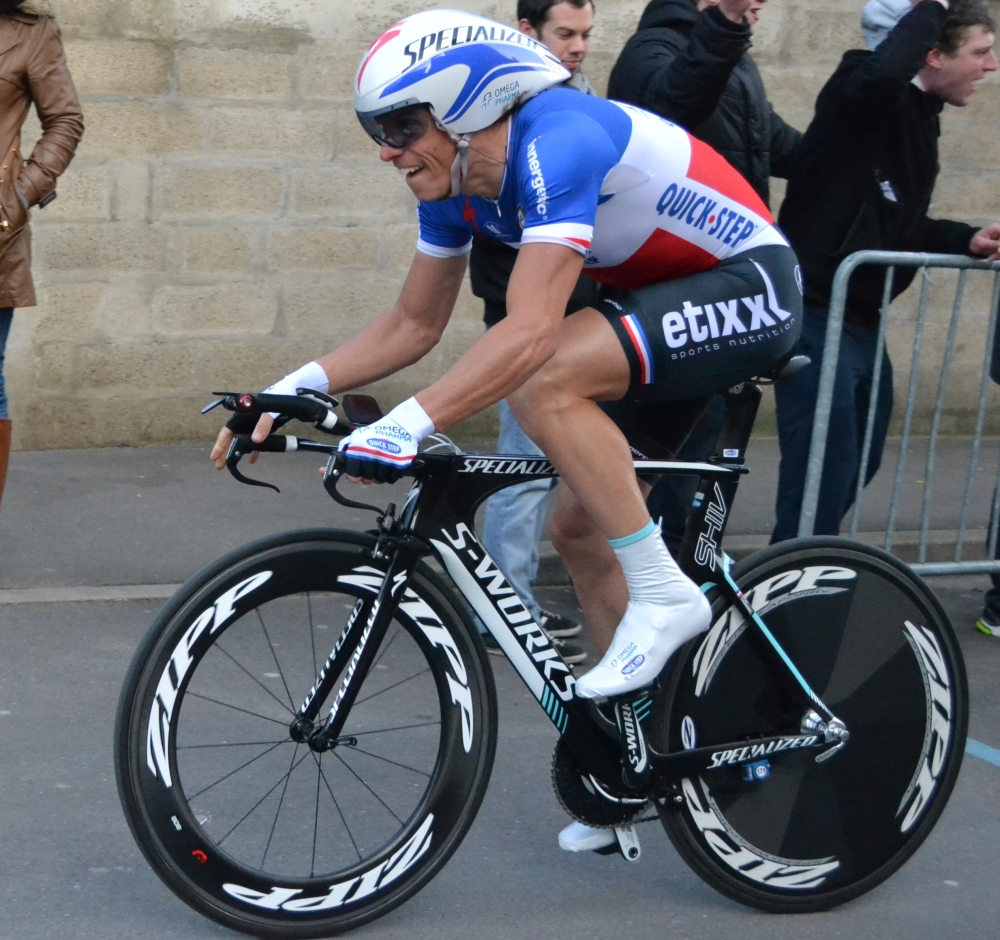
Sylvain Chavanel.

Le début d'étape est en montée, avec la côte du Bois de Rousset (4,4 km à 4,5 %), classée en 3e catégorie. Après le sommet (km 6,5) et la descente, le parcours est assez vallonné. Sont notamment programmés le premier sprint intermédiaire et la côte des Tuilières (2,2 km à 7,8 %), classée en 2e catégorie, et la côte du Mont Méaulx (1,7 km à 4,3 %), classée en 3e catégorie. Les sommets de ces 2 ascensions sont aux km 87,5 et 103. Après le sommet au km 138 de la côte de Cabris (7,6 km à 5,8 %), classée en 1re catégorie, la route emprunte un peu de plat, le col du Ferrier (4,3 km à 6,8 %), classé en 1re catégorie et dont le sommet est placé au km 148,5, quelques kilomètres de plat et une très longue descente. S'ensuivra une montée jusqu'au deuxième sprint intermédiaire à Tourrettes-sur-Loup (km 185,5), puis un parcours légèrement vallonné, et enfin une descente et du plat jusqu'à la Promenade des Anglais, à Nice, où sera jugée l'arrivée, après 220 km de course depuis Manosque, à travers les Alpes-de-Haute-Provence, le Var et les Alpes-Maritimes.
|    | Coureur            | Équipe                  |    | Temps           |
| -- | ------------------ | ----------------------- | -- | --------------- |
| 1  | Sylvain Chavanel   | Omega Pharma-Quick Step | en | 5 h 14 min 23 s |
| 2  | Philippe Gilbert   | BMC Racing              | +  | m.t             |
| 3  | José Joaquín Rojas | Movistar                |    | m.t             |
| 4  | Samuel Dumoulin    | AG2R La Mondiale        |    | m.t             |
| 5  | Tony Gallopin      | RadioShack-Leopard      |    | m.t             |
| 6  | Julien Simon       | Sojasun                 |    | m.t             |
| 7  | Borut Božič        | Astana                  |    | m.t             |
| 8  | Heinrich Haussler  | IAM                     |    | m.t             |
| 9  | Jonathan Hivert    | Sojasun                 |    | m.t             |
| 10 | Alberto Losada     | Katusha                 |    | m.t             |

|    | Coureur                | Équipe                  |    | Temps            |
| -- | ---------------------- | ----------------------- | -- | ---------------- |
| 1  | Richie Porte           | Sky                     | en | 29 h 40 min 31 s |
| 2  | Andrew Talansky        | Garmin-Sharp            | +  | 32 s             |
| 3  | Sylvain Chavanel       | Omega Pharma-Quick Step |    | 42 s             |
| 4  | Lieuwe Westra          | Vacansoleil-DCM         |    | 42 s             |
| 5  | Jean-Christophe Péraud | AG2R La Mondiale        |    | 49 s             |
| 6  | Tejay van Garderen     | BMC Racing              |    | 52 s             |
| 7  | Peter Velits           | Omega Pharma-Quick Step |    | 53 s             |
| 8  | Simon Špilak           | Katusha                 |    | 53 s             |
| 9  | Diego Ulissi           | Lampre-Merida           |    | 54 s             |
| 10 | Andriy Grivko          | Astana                  |    | 1 min 06 s       |

### 7eétape

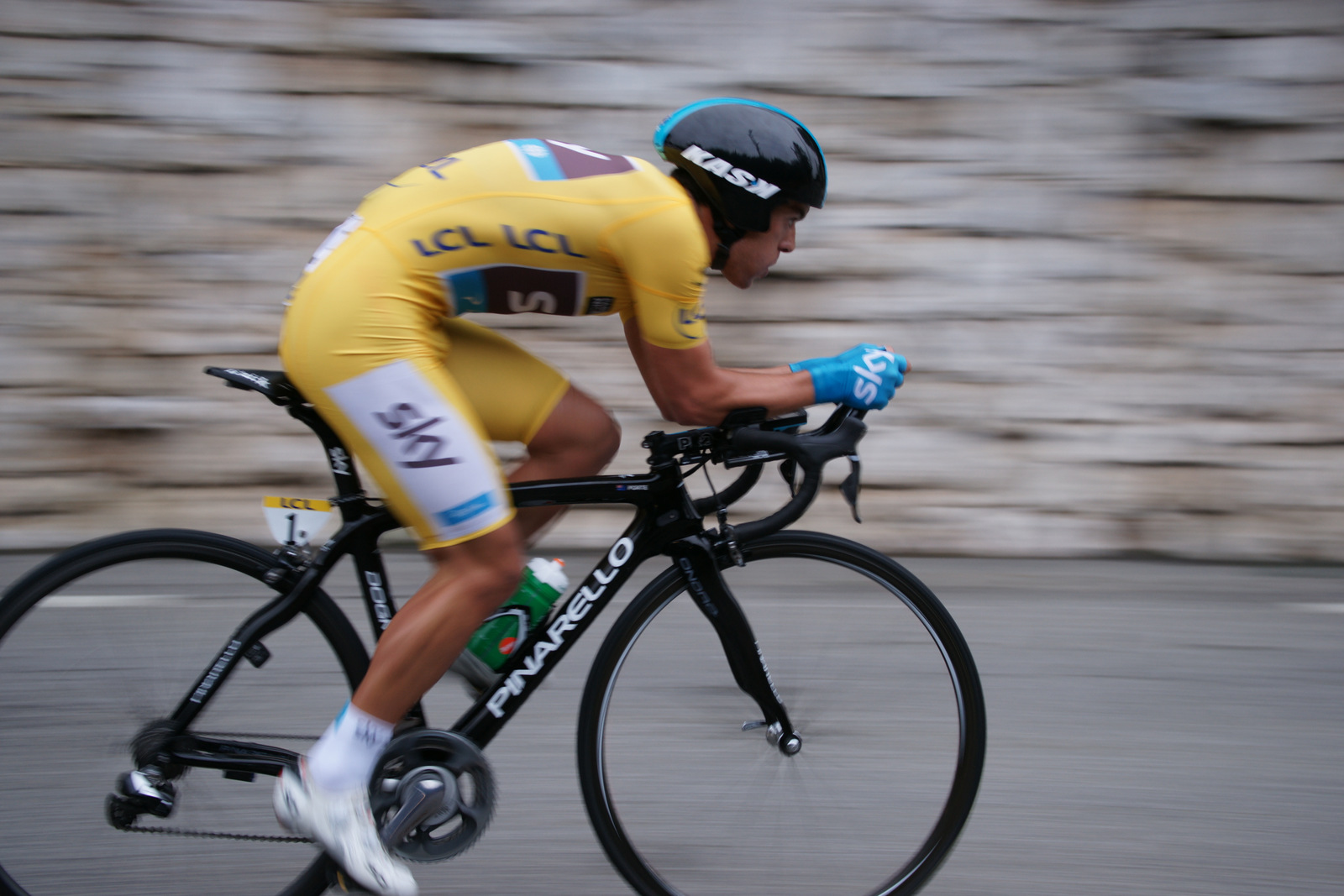
Richie Porte en jaune sur les pentes du col d'Èze.

Ce Paris-Nice se conclut par un contre-la-montre sur les pentes du col d'Èze (9,6 km à 4,7 %), classé en 1re catégorie. Un chrono intermédiaire est placé au km 5,5.
|    | Coureur                | Équipe                  |    | Temps       |
| -- | ---------------------- | ----------------------- | -- | ----------- |
| 1  | Richie Porte           | Sky                     | en | 19 min 16 s |
| 2  | Andrew Talansky        | Garmin-Sharp            | +  | 23 s        |
| 3  | Nairo Quintana         | Movistar                |    | 27 s        |
| 4  | Jean-Christophe Péraud | AG2R La Mondiale        |    | 32 s        |
| 5  | Tejay van Garderen     | BMC Racing              |    | 52 s        |
| 6  | Simon Špilak           | Katusha                 |    | 55 s        |
| 7  | Diego Ulissi           | Lampre-Merida           |    | 1 min 00 s  |
| 8  | Michele Scarponi       | Lampre-Merida           |    | 1 min 03 s  |
| 9  | Sylvain Chavanel       | Omega Pharma-Quick Step |    | 1 min 05 s  |
| 10 | Ion Izagirre           | Euskaltel Euskadi       |    | 1 min 47 s  |

|    | Coureur                | Équipe                  |    | Temps            |
| -- | ---------------------- | ----------------------- | -- | ---------------- |
| 1  | Richie Porte           | Sky                     | en | 29 h 59 min 47 s |
| 2  | Andrew Talansky        | Garmin-Sharp            | +  | 55 s             |
| 3  | Jean-Christophe Péraud | AG2R La Mondiale        |    | 1 min 21 s       |
| 4  | Tejay van Garderen     | BMC Racing              |    | 1 min 44 s       |
| 5  | Sylvain Chavanel       | Omega Pharma-Quick Step |    | 1 min 47 s       |
| 6  | Simon Špilak           | Katusha                 |    | 1 min 48 s       |
| 7  | Diego Ulissi           | Lampre-Merida           |    | 1 min 54 s       |
| 8  | Lieuwe Westra          | Vacansoleil-DCM         |    | 2 min 17 s       |
| 9  | Andreas Klöden         | RadioShack-Leopard      |    | 2 min 22 s       |
| 10 | Peter Velits           | Omega Pharma-Quick Step |    | 2 min 28 s       |

## Classements finals

### Classement général
|    | Cycliste               | Pays       | Équipe                  |    | Temps            |
| -- | ---------------------- | ---------- | ----------------------- | -- | ---------------- |
| 1  | Richie Porte           | Australie  | Sky                     | en | 29 h 59 min 47 s |
| 2  | Andrew Talansky        | États-Unis | Garmin-Sharp            | +  | 55 s             |
| 3  | Jean-Christophe Péraud | France     | AG2R La Mondiale        |    | 1 min 21 s       |
| 4  | Tejay van Garderen     | États-Unis | BMC Racing              |    | 1 min 44 s       |
| 5  | Sylvain Chavanel       | France     | Omega Pharma-Quick Step |    | 1 min 47 s       |
| 6  | Simon Špilak           | Slovénie   | Katusha                 |    | 1 min 48 s       |
| 7  | Diego Ulissi           | Italie     | Lampre-Merida           |    | 1 min 54 s       |
| 8  | Lieuwe Westra          | Pays-Bas   | Vacansoleil-DCM         |    | 2 min 17 s       |
| 9  | Andreas Klöden         | Allemagne  | RadioShack-Leopard      |    | 2 min 22 s       |
| 10 | Peter Velits           | Slovaquie  | Omega Pharma-Quick Step |    | 2 min 28 s       |

### Classements annexes
|   | Cycliste         | Équipe                  | Points |
| - | ---------------- | ----------------------- | ------ |
| 1 | Sylvain Chavanel | Omega Pharma-Quick Step | 88     |
| 2 | Andrew Talansky  | Garmin-Sharp            | 83     |
| 3 | Richie Porte     | Sky                     | 68     |

|   | Cycliste       | Équipe        | Points |
| - | -------------- | ------------- | ------ |
| 1 | Johann Tschopp | IAM           | 64     |
| 2 | Richie Porte   | Sky           | 27     |
| 3 | Thierry Hupond | Argos-Shimano | 24     |

|   | Cycliste           | Équipe        |    | Temps            |
| - | ------------------ | ------------- | -- | ---------------- |
| 1 | Andrew Talansky    | Garmin-Sharp  | en | 30 h 00 min 42 s |
| 2 | Tejay van Garderen | BMC Racing    | +  | 49 s             |
| 3 | Diego Ulissi       | Lampre-Merida |    | 59 s             |

|   | Équipe             | Pays       |    | Temps           |
| - | ------------------ | ---------- | -- | --------------- |
| 1 | Katusha            | Russie     | en | 90 h 6 min 49 s |
| 2 | AG2R La Mondiale   | France     | +  | 1 min 23 s      |
| 3 | RadioShack-Leopard | Luxembourg |    | 3 min 38 s      |

### UCI World Tour
Ce Paris-Nice attribue des points pour l'UCI World Tour 2013, seulement aux coureurs des équipes ayant un label ProTeam.
| Position           | 1er | 2e | 3e | 4e | 5e | 6e | 7e | 8e | 9e | 10e |
| Classement général | 100 | 80 | 70 | 60 | 50 | 40 | 30 | 20 | 10 | 4   |
| Par étape          | 6   | 4  | 2  | 1  | 1  |    |    |    |    |     |

| #  | Coureur                | Équipe                  | Points |
| -- | ---------------------- | ----------------------- | ------ |
| 1  | Richie Porte           | Sky                     | 113    |
| 2  | Andrew Talansky        | Garmin-Sharp            | 92     |
| 3  | Jean-Christophe Péraud | AG2R La Mondiale        | 71     |
| 4  | Tejay van Garderen     | BMC Racing              | 62     |
| 5  | Sylvain Chavanel       | Omega Pharma-Quick Step | 60     |
| 6  | Simon Špilak           | Katusha                 | 40     |
| 7  | Diego Ulissi           | Lampre-Merida           | 32     |
| 8  | Lieuwe Westra          | Vacansoleil-DCM         | 22     |
| 9  | Andreas Klöden         | RadioShack-Leopard      | 10     |
| 10 | Michael Albasini       | Orica-GreenEDGE         | 6      |
| 10 | Nacer Bouhanni         | FDJ                     | 6      |
| 10 | Marcel Kittel          | Argos-Shimano           | 6      |
| 10 | Peter Velits           | Omega Pharma-Quick Step | 6      |
| 10 | Elia Viviani           | Cannondale              | 6      |

| Suite du classement (15-30) | Suite du classement (15-30) | Suite du classement (15-30) | Suite du classement (15-30) |
| --------------------------- | --------------------------- | --------------------------- | --------------------------- |
| 15                          | Philippe Gilbert            | BMC Racing                  | 4                           |
| 15                          | Maxim Iglinskiy             | Astana                      | 4                           |
| 15                          | Denis Menchov               | Katusha                     | 4                           |
| 15                          | Alessandro Petacchi         | Lampre-Merida               | 4                           |
| 19                          | Samuel Dumoulin             | AG2R La Mondiale            | 2                           |
| 19                          | Leigh Howard                | Orica-GreenEDGE             | 2                           |
| 19                          | Gorka Izagirre              | Euskaltel Euskadi           | 2                           |
| 19                          | Nairo Quintana              | Movistar                    | 2                           |
| 19                          | José Joaquín Rojas          | Movistar                    | 2                           |
| 24                          | Borut Božič                 | Astana                      | 1                           |
| 24                          | Jens Debusschere            | Lotto-Belisol               | 1                           |
| 24                          | Tony Gallopin               | RadioShack-Leopard          | 1                           |
| 24                          | Enrico Gasparotto           | Astana                      | 1                           |
| 24                          | Wilco Kelderman             | Blanco                      | 1                           |
| 24                          | David López García          | Sky                         | 1                           |
| 24                          | Geoffrey Soupe              | FDJ                         | 1                           |

## Évolution des classements
Le classement général, dont le leader porte le maillot jaune, s'établit en additionnant les temps réalisés à chaque étape, puis en ôtant d'éventuelles bonifications (10, 6 et 4 s à l'arrivée des 6 étapes en ligne et 3, 2 et 1 s à chaque sprint intermédiaire).
Le classement par points, dont le leader porte le maillot vert, est l'addition des points attribués à l'arrivée des étapes (25, 22, 20, 18 et 16 points, puis en ôtant 1 pt par place perdue jusqu'au 20e, qui reçoit donc 1 pt) et aux sprints intermédiaires (3, 2 et 1 points). En cas d'égalité de points, les critères de départage, dans l'ordre, sont : nombre de victoires d'étape, de sprints intermédiaires, classement général.
Le classement du meilleur grimpeur, dont le leader porte le maillot à pois, consiste en l'addition des points obtenus au sommet des ascensions de 1re (10, 8, 6, 4, 3, 2 et 1 pts), 2e (7, 5, 3, 2 et 1 pts) et 3e (4, 2 et 1 pts) catégorie. En cas d'égalité de points, les critères de départage, dans l'ordre, sont : nombre de premières places dans les ascensions de 1re, puis de 2e, enfin de 3e catégorie, classement général.
Le classement du meilleur jeune, dont le leader porte le maillot blanc, est le classement général des coureurs nés depuis le 1er janvier 1988.
Le classement par équipes de l'étape est l'addition des trois meilleurs temps individuels de chaque équipe. En cas d'égalité, les critères de départage, dans l'ordre, sont : addition des places des 3 premiers coureurs des équipes concernées, place du meilleur coureur sur l'étape. Calculer le classement par équipes revient à additionner les classements par équipes de chaque étape. En cas d'égalité, les critères de départage, dans l'ordre, sont : nombre de premières places dans le classement par équipes du jour, nombre de deuxièmes places dans le classement par équipes du jour, etc., place au classement général du meilleur coureur des équipes concernées.
| Étape              | Vainqueur          | Classement général | Classement par points | Classement de la montagne | Classement du meilleur jeune | Classement par équipes  |
| ------------------ | ------------------ | ------------------ | --------------------- | ------------------------- | ---------------------------- | ----------------------- |
| P                  | Damien Gaudin      | Damien Gaudin      | Damien Gaudin         | Non décerné               | Wilco Kelderman              | Omega Pharma-Quick Step |
| 1                  | Nacer Bouhanni     | Nacer Bouhanni     | Sylvain Chavanel      | Bert-Jan Lindeman         | Nacer Bouhanni               | Omega Pharma-Quick Step |
| 2                  | Marcel Kittel      | Elia Viviani       | Elia Viviani          | Bert-Jan Lindeman         | Elia Viviani                 | Omega Pharma-Quick Step |
| 3                  | Andrew Talansky    | Andrew Talansky    | Elia Viviani          | Martijn Keizer            | Andrew Talansky              | Astana                  |
| 4                  | Michael Albasini   | Andrew Talansky    | Elia Viviani          | Johann Tschopp            | Andrew Talansky              | Astana                  |
| 5                  | Richie Porte       | Richie Porte       | Andrew Talansky       | Johann Tschopp            | Andrew Talansky              | Katusha                 |
| 6                  | Sylvain Chavanel   | Richie Porte       | Sylvain Chavanel      | Johann Tschopp            | Andrew Talansky              | Katusha                 |
| 7                  | Richie Porte       | Richie Porte       | Sylvain Chavanel      | Johann Tschopp            | Andrew Talansky              | Katusha                 |
| Classements finals | Classements finals | Richie Porte       | Sylvain Chavanel      | Johann Tschopp            | Andrew Talansky              | Katusha                 |

## Liste des participants
- Liste de départ complète

| Légende | Légende                                                                                                  | Légende | Légende                                                                                         |
| ------- | --- | ------- | ----------------------------------------------------------------------------------------------- |
| Num     | Dossard de départ porté par le coureur sur ce Paris-Nice                                                 | Pos     | Position finale au classement général                                                           |
|         | Indique le vainqueur du classement général                                                               |         | Indique le vainqueur du classement de la montagne                                               |
|         | Indique le vainqueur du classement des sprints                                                           |         | Indique le vainqueur du classement du meilleur jeune                                            |
|         | Indique un maillot de champion national ou mondial, suivi de sa spécialité                               | #       | Indique la meilleure équipe                                                                     |
| NP      | Indique un coureur qui n'a pas pris le départ d'une étape, suivi du numéro de l'étape où il s'est retiré | AB      | Indique un coureur qui n'a pas terminé une étape, suivi du numéro de l'étape où il s'est retiré |
| HD      | Indique un coureur qui a terminé une étape hors des délais, suivi du numéro de l'étape                   | *       | Indique un coureur en lice pour le maillot blanc (coureurs nés après le 1er janvier 1988)       |

| Sky SKY | Sky SKY                      | Sky SKY |
| ------- | ---------------------------- | ------- |
| Num     | Coureur                      | Pos     |
| 1       | Richie Porte (AUS)           | 1er     |
| 2       | Ian Boswell (USA)*           | AB-6    |
| 3       | Vasil Kiryienka (BLR)        | 74e     |
| 4       | David López García (ESP)     | 21e     |
| 5       | Danny Pate (USA)             | 113e    |
| 6       | Kanstantsin Siutsou (BLR)    | 60e     |
| 7       | Jonathan Tiernan-Locke (GBR) | AB-5    |
| 8       | Xabier Zandio (ESP)          | AB-6    |

| Vacansoleil-DCM VCD | Vacansoleil-DCM VCD       | Vacansoleil-DCM VCD |
| ------------------- | ------------------------- | ------------------- |
| Num                 | Coureur                   | Pos                 |
| 11                  | Lieuwe Westra (NED) (Clm) | 8e                  |
| 12                  | Kris Boeckmans (BEL)      | AB-5                |
| 13                  | Thomas De Gendt (BEL)     | AB-6                |
| 14                  | Romain Feillu (FRA)       | 134e                |
| 15                  | Martijn Keizer (NED)*     | 121e                |
| 16                  | Björn Leukemans (BEL)     | 109e                |
| 17                  | Bert-Jan Lindeman (NED)*  | 71e                 |
| 18                  | Frederik Veuchelen (BEL)  | 97e                 |

| Movistar MOV | Movistar MOV              | Movistar MOV |
| ------------ | ------------------------- | ------------ |
| Num          | Coureur                   | Pos          |
| 21           | Rui Costa (POR)           | AB-1         |
| 22           | Imanol Erviti (ESP)       | 104e         |
| 23           | José Iván Gutiérrez (ESP) | NP-3         |
| 24           | Jesús Herrada (ESP)*      | 95e          |
| 25           | Javier Moreno (ESP)       | 77e          |
| 26           | Rubén Plaza (ESP)         | 63e          |
| 27           | Nairo Quintana (COL)*     | 15e          |
| 28           | José Joaquín Rojas (ESP)  | 57e          |

| Blanco BLA | Blanco BLA               | Blanco BLA |
| ---------- | ------------------------ | ---------- |
| Num        | Coureur                  | Pos        |
| 31         | Robert Gesink (NED)      | AB-6       |
| 32         | Stef Clement (NED)       | AB-4       |
| 33         | Rick Flens (NED)         | 150e       |
| 34         | Wilco Kelderman (NED)*   | AB-5       |
| 35         | Steven Kruijswijk (NED)  | 76e        |
| 36         | Mark Renshaw (AUS)       | AB-6       |
| 37         | David Tanner (AUS)       | 137e       |
| 38         | Maarten Tjallingii (NED) | 116e       |

| Euskaltel Euskadi EUS | Euskaltel Euskadi EUS | Euskaltel Euskadi EUS |
| --------------------- | --------------------- | --------------------- |
| Num                   | Coureur               | Pos                   |
| 41                    | Mikel Astarloza (ESP) | 49e                   |
| 42                    | Ion Izagirre (ESP)*   | 55e                   |
| 43                    | Gorka Izagirre (ESP)  | 18e                   |
| 44                    | Jure Kocjan (SLO)     | AB-1                  |
| 45                    | Mikel Nieve (ESP)     | 85e                   |
| 46                    | Rubén Pérez (ESP)     | 94e                   |
| 47                    | Romain Sicard (FRA)*  | 133e                  |
| 48                    | Gorka Verdugo (ESP)   | AB-5                  |

| RadioShack-Leopard RLT | RadioShack-Leopard RLT       | RadioShack-Leopard RLT |
| ---------------------- | ---------------------------- | ---------------------- |
| Num                    | Coureur                      | Pos                    |
| 51                     | Maxime Monfort (BEL)         | 25e                    |
| 52                     | Laurent Didier (LUX) (Route) | 107e                   |
| 53                     | Tony Gallopin (FRA)*         | 41e                    |
| 54                     | Markel Irizar (ESP)          | 103e                   |
| 55                     | Robert Kišerlovski (CRO)     | 20e                    |
| 56                     | Andreas Klöden (GER)         | 9e                     |
| 57                     | Grégory Rast (SUI)           | 64e                    |
| 58                     | Jens Voigt (GER)             | 87e                    |

| Lampre-Merida LAM | Lampre-Merida LAM         | Lampre-Merida LAM |
| ----------------- | ------------------------- | ----------------- |
| Num               | Coureur                   | Pos               |
| 61                | Diego Ulissi (ITA)*       | 7e                |
| 62                | Mattia Cattaneo (ITA)*    | 84e               |
| 63                | Kristijan Đurasek (CRO)   | 80e               |
| 64                | Elia Favilli (ITA)*       | AB-4              |
| 65                | Manuele Mori (ITA)        | 88e               |
| 66                | Andrea Palini (ITA)*      | AB-5              |
| 67                | Alessandro Petacchi (ITA) | 96e               |
| 68                | Michele Scarponi (ITA)    | 30e               |

| Lotto-Belisol LTB | Lotto-Belisol LTB       | Lotto-Belisol LTB |
| ----------------- | ----------------------- | ----------------- |
| Num               | Coureur                 | Pos               |
| 71                | Lars Ytting Bak (DEN)   | 67e               |
| 72                | Dirk Bellemakers (BEL)  | 99e               |
| 73                | Gaëtan Bille (BEL)*     | AB-5              |
| 74                | Bart De Clercq (BEL)    | 17e               |
| 75                | Francis De Greef (BEL)  | NP-6              |
| 76                | Jens Debusschere (BEL)* | 106e              |
| 77                | Dennis Vanendert (BEL)* | 111e              |
| 78                | Frederik Willems (BEL)  | 92e               |

| Orica-GreenEDGE OGE | Orica-GreenEDGE OGE     | Orica-GreenEDGE OGE |
| ------------------- | ----------------------- | ------------------- |
| Num                 | Coureur                 | Pos                 |
| 81                  | Simon Gerrans (AUS)     | NP-5                |
| 82                  | Michael Albasini (SUI)  | 52e                 |
| 83                  | Fumiyuki Beppu (JPN)    | 112e                |
| 84                  | Simon Clarke (AUS)      | 58e                 |
| 85                  | Baden Cooke (AUS)       | 125e                |
| 86                  | Leigh Howard (AUS)*     | 124e                |
| 87                  | Jens Keukeleire (BEL)*  | 93e                 |
| 88                  | Michael Matthews (AUS)* | 91e                 |

| FDJ | FDJ                           | FDJ  |
| --- | ----------------------------- | ---- |
| Num | Coureur                       | Pos  |
| 91  | Nacer Bouhanni (FRA)* (Route) | AB-2 |
| 92  | William Bonnet (FRA)          | 131e |
| 93  | Pierrick Fédrigo (FRA)        | AB-1 |
| 94  | Alexandre Geniez (FRA)*       | AB-4 |
| 95  | Arnold Jeannesson (FRA)       | 13e  |
| 96  | Yoann Offredo (FRA)           | AB-6 |
| 97  | Jérémy Roy (FRA)              | 132e |
| 98  | Geoffrey Soupe (FRA)*         | 126e |

| BMC Racing BMC | BMC Racing BMC                 | BMC Racing BMC |
| -------------- | ------------------------------ | -------------- |
| Num            | Coureur                        | Pos            |
| 101            | Philippe Gilbert (BEL) (Route) | 35e            |
| 102            | Brent Bookwalter (USA)         | 100e           |
| 103            | Mathias Frank (SUI)            | 33e            |
| 104            | Amaël Moinard (FRA)            | 37e            |
| 105            | Dominik Nerz (GER)*            | 38e            |
| 106            | Daniel Oss (ITA)               | 83e            |
| 107            | Ivan Santaromita (ITA)         | 31e            |
| 108            | Tejay van Garderen (USA)*      | 4e             |

| AG2R La Mondiale ALM | AG2R La Mondiale ALM             | AG2R La Mondiale ALM |
| -------------------- | -------------------------------- | -------------------- |
| Num                  | Coureur                          | Pos                  |
| 111                  | Jean-Christophe Péraud (FRA)     | 3e                   |
| 112                  | Romain Bardet (FRA)*             | 27e                  |
| 113                  | Guillaume Bonnafond (FRA)        | 122e                 |
| 114                  | Maxime Bouet (FRA)               | 24e                  |
| 115                  | Samuel Dumoulin (FRA)            | 78e                  |
| 116                  | Hubert Dupont (FRA)              | 40e                  |
| 117                  | Yauheni Hutarovich (BLR) (Route) | 144e                 |
| 118                  | Sébastien Minard (FRA)           | 98e                  |

| Saxo-Tinkoff TST | Saxo-Tinkoff TST       | Saxo-Tinkoff TST |
| ---------------- | ---------------------- | ---------------- |
| Num              | Coureur                | Pos              |
| 121              | Nicolas Roche (IRL)    | 16e              |
| 122              | Matti Breschel (DEN)   | 117e             |
| 123              | Mads Christensen (DEN) | 118e             |
| 124              | Anders Lund (DEN)      | 101e             |
| 125              | Michael Mørkøv (DEN)   | 129e             |
| 126              | Evgueni Petrov (RUS)   | 51e              |
| 127              | Nicki Sørensen (DEN)   | 28e              |
| 128              | Rory Sutherland (AUS)  | 89e              |

| Sojasun SOJ | Sojasun SOJ                | Sojasun SOJ |
| ----------- | -------------------------- | ----------- |
| Num         | Coureur                    | Pos         |
| 131         | Jonathan Hivert (FRA)      | 22e         |
| 132         | Julien El Fares (FRA)      | 69e         |
| 133         | Cyril Lemoine (FRA)        | 102e        |
| 134         | Rémi Pauriol (FRA)         | 75e         |
| 135         | Julien Simon (FRA)         | 61e         |
| 136         | Evaldas Šiškevičius (LTU)* | 141e        |
| 137         | Yannick Talabardon (FRA)   | 86e         |
| 138         | Alexis Vuillermoz (FRA)*   | NP-6        |

| Garmin-Sharp GRS | Garmin-Sharp GRS             | Garmin-Sharp GRS |
| ---------------- | ---------------------------- | ---------------- |
| Num              | Coureur                      | Pos              |
| 141              | Andrew Talansky (USA)*       | 2e               |
| 142              | Jack Bauer (NZL)             | 139e             |
| 143              | Alex Howes (USA)*            | 148e             |
| 144              | Andreas Klier (GER)          | AB-6             |
| 145              | David Millar (GBR)           | 151e             |
| 146              | Jacob Rathe (USA)*           | AB-2             |
| 147              | Johan Vansummeren (BEL)      | 147e             |
| 148              | Fabian Wegmann (GER) (Route) | 114e             |

| Astana AST | Astana AST                         | Astana AST |
| ---------- | ---------------------------------- | ---------- |
| Num        | Coureur                            | Pos        |
| 151        | Jakob Fuglsang (DEN) (Clm)         | AB-4       |
| 152        | Borut Božič (SLO) (Route)          | 73e        |
| 153        | Enrico Gasparotto (ITA)            | 34e        |
| 154        | Andriy Grivko (UKR) (Route et Clm) | 19e        |
| 155        | Maxim Iglinskiy (KAZ)              | 43e        |
| 156        | Kevin Seeldraeyers (BEL)           | NP-2       |
| 157        | Egor Silin (RUS)*                  | 39e        |
| 158        | Andrey Zeits (KAZ)                 | AB-6       |

| Europcar EUC | Europcar EUC           | Europcar EUC |
| ------------ | ---------------------- | ------------ |
| Num          | Coureur                | Pos          |
| 161          | Thomas Voeckler (FRA)  | 50e          |
| 162          | Jérôme Cousin (FRA)*   | 135e         |
| 163          | Damien Gaudin (FRA)    | 140e         |
| 164          | Vincent Jérôme (FRA)   | 81e          |
| 165          | Davide Malacarne (ITA) | 23e          |
| 166          | Alexandre Pichot (FRA) | AB-2         |
| 167          | Angélo Tulik (FRA)*    | AB-4         |
| 168          | Sébastien Turgot (FRA) | 108e         |

| Omega Pharma-Quick Step OPQ | Omega Pharma-Quick Step OPQ  | Omega Pharma-Quick Step OPQ |
| --------------------------- | ---------------------------- | --------------------------- |
| Num                         | Coureur                      | Pos                         |
| 171                         | Sylvain Chavanel (FRA) (Clm) | 5e                          |
| 172                         | Tom Boonen (BEL) (Route)     | 146e                        |
| 173                         | Kevin De Weert (BEL)         | 46e                         |
| 174                         | Nikolas Maes (BEL)           | 110e                        |
| 175                         | Gianni Meersman (BEL)        | AB-5                        |
| 176                         | Jérôme Pineau (FRA)          | 36e                         |
| 177                         | Stijn Vandenbergh (BEL)      | 79e                         |
| 178                         | Peter Velits (SVK) (Clm)     | 10e                         |

| Katusha # KAT | Katusha # KAT                 | Katusha # KAT |
| ------------- | ----------------------------- | ------------- |
| Num           | Coureur                       | Pos           |
| 181           | Simon Špilak (SLO)            | 6e            |
| 182           | Xavier Florencio (ESP)        | 45e           |
| 183           | Alexander Kristoff (NOR)      | 128e          |
| 184           | Alberto Losada (ESP)          | 11e           |
| 185           | Denis Menchov (RUS) (Clm)     | 14e           |
| 186           | Gatis Smukulis (LAT) (Clm)    | 90e           |
| 187           | Yury Trofimov (RUS)           | 54e           |
| 188           | Eduard Vorganov (RUS) (Route) | 26e           |

| Cofidis COF | Cofidis COF               | Cofidis COF |
| ----------- | ------------------------- | ----------- |
| Num         | Coureur                   | Pos         |
| 191         | Rein Taaramäe (EST) (Clm) | 59e         |
| 192         | Jérôme Coppel (FRA)       | 65e         |
| 193         | Egoitz García (ESP)       | AB-5        |
| 194         | Christophe Le Mével (FRA) | 32e         |
| 195         | Romain Lemarchand (FRA)   | 120e        |
| 196         | Luis Ángel Maté (ESP)     | 42e         |
| 197         | Daniel Navarro (ESP)      | 12e         |
| 198         | Romain Zingle (BEL)       | 123e        |

| Cannondale CAN | Cannondale CAN              | Cannondale CAN |
| -------------- | --------------------------- | -------------- |
| Num            | Coureur                     | Pos            |
| 201            | Ivan Basso (ITA)            | 48e            |
| 202            | Mauro Da Dalto (ITA)        | 136e           |
| 203            | Alessandro De Marchi (ITA)  | 53e            |
| 204            | Lucas Sebastián Haedo (ARG) | 130e           |
| 205            | Ted King (USA)              | 143e           |
| 206            | Paolo Longo Borghini (ITA)  | 62e            |
| 207            | Daniele Ratto (ITA)*        | 47e            |
| 208            | Elia Viviani (ITA)*         | 127e           |

| Argos-Shimano ARG | Argos-Shimano ARG     | Argos-Shimano ARG |
| ----------------- | --------------------- | ----------------- |
| Num               | Coureur               | Pos               |
| 211               | Marcel Kittel (GER)*  | 138e              |
| 212               | Warren Barguil (FRA)* | 72e               |
| 213               | Roy Curvers (NED)     | 119e              |
| 214               | Bert De Backer (BEL)  | 105e              |
| 215               | Yann Huguet (FRA)     | 149e              |
| 216               | Thierry Hupond (FRA)  | 70e               |
| 217               | Tom Stamsnijder (NED) | 145e              |
| 218               | Tom Veelers (NED)     | 142e              |

| IAM | IAM                         | IAM  |
| --- | --------------------------- | ---- |
| Num | Coureur                     | Pos  |
| 221 | Thomas Lövkvist (SWE) (Clm) | 44e  |
| 222 | Marco Bandiera (ITA)        | 115e |
| 223 | Stefan Denifl (AUT)         | 29e  |
| 224 | Martin Elmiger (SUI)        | 66e  |
| 225 | Heinrich Haussler (GER)     | 56e  |
| 226 | Sébastien Hinault (FRA)     | AB-5 |
| 227 | Gustav Larsson (SWE)        | 82e  |
| 228 | Johann Tschopp (SUI)        | 68e  |